# Боевое социалистическое движение
Боевое социалистическое движение (фр. Mouvement Socialiste Militant; MSM, англ. Militant Socialist Movement) — левоцентристская политическая партия на Маврикии. Провозглашая приверженность социализму и политической демократии, настаивает на сочетании рыночной экономики с социалистическими идеями.
Является крупнейшей политической партией в Национальном собрании Маврикия, получив 34 из 69 мест на всеобщих выборах 2014 года. Впоследствии к партии присоединилось ещё 6 депутатов от оппозиции, расширив фракцию MSM до 40 человек. Она также располагает самым большим количеством мест в городских советах по стране (60 местных депутатов из 120).
Боевое социалистическое движение побеждало (в одиночку или в составе коалиции) на 5 маврикийских парламентских выборах (в 1983, 1987, 1991, 2000 и 2014 годах) — из 11, проведённых с момента обретения независимости, и 8 за время своего существования.
MSM является одной из трёх крупнейших политических партий в стране, наряду с Лейбористской партией и Маврикийским боевым движением (MMM). Все они позиционируют себя в спектре левее центра и как общемаврикийские партии. Однако основной базой MSM является индо-маврикийское большинство.
MSM было основано в 1983 году на базе объединения откола от Маврикийского боевого движения с Маврикийской социалистической партией, ранее бывшей фракцией Лейбористской партии. До сих пор ведущую роль в нём играет его основатель, представитель известной политической династии сэром Анируд Джагнот, три раза занимавший должность премьер-министра, в общей сложности 19 лет (в 1982—1995, 2000—2003 и 2014—2017 годах), а также бывший президентом страны с 2003 по 2012 год. Он руководил MSM с 1983 до 2003 года, когда передал руководство сыну Правинду Джагноту, ставшему вице-премьер-министром в кабинете министров во главе с отцом.
В руководство MSM входят Правинд Джагнот (лидер), Нандо Бодха (генеральный секретарь), Шоукаталли Судхун (президент) и Лила Деви Дукхун (вице-президент).

## История

### Образование партии

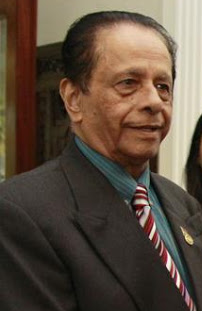
Анируд Джагнот в 2013 году

Боевое социалистическое движение возникло в 1983 году вследствие раскола между лидерами двух ведущих партий, составляющих левое коалиционное правительство по итогам выборов 1982 года, на которых их коалиция получила 64,16 % голосов — основателем Маврикийского боевого движения Полем Беранже и вождём Маврикийской социалистической партии (MSP) Харишем Будху. Беранже предложил конституционную поправку о передаче исполнительных полномочий премьер-министра кабинету министров как коллегиальному органу.
Премьер-министр и умеренный лидер MMM Анируд Джагнот отверг предложение своего более радикального однопартийца Беранже, поддержав Будху. Партия решила заменить Джагнота на Према Набабсингха, но 11 из 19 членов кабинета министров подали в отставку, а премьер распустил парламент, прежде чем депутаты успели вынести ему вотум недоверия, что послужило причиной проведения досрочных выборов.
MMM раскололась, и сторонники Джагнота слились с Маврикийской социалистической партией в и его сторонники слияния с Будху по MSP в Боевое социалистическое движение. Оно, заключив избирательный пакт с лейбористами и правоконсервативной Маврикийской социал-демократической партией (PMSD), победило на последовавших выборах и следующие 12 лет находилось при власти. В 1985 году четыре члена MSM были арестованы в Нидерландах и обвинены в контрабанде героина.

### Две победы и два поражения
MSM побеждало на выборах 1987 года с теми же партнерами, а в 1991 году — в коалиции с МММ. Однако две «боевые» партии воссоединились ненадолго. К 1993 году в правящей коалиции стали проявляться противоречия. В итоге, Джагнот уволил Беранже и всех членов правительства от Маврикийского боевого движения. В преддверии выборов, ожидавшихся в 1996 году, МММ покинуло правительство и сформировал альянс с лейбористами. Несколько депутатов парламента от MSM также перешли на сторону оппозиции, выбив почву из-под администрации Джагнота.
На выборах, прошедших в 1995 году, Боевое социалистическое движение потерпело сокрушительное поражение, оставшись вообще без парламентского представительства. Все 60 непосредственно избираемых депутатских мест получила оппозиционная коалиция Маврикийского боевого движения и Лейбористской партии, и новый лидер последней Навин Рамгулам стал премьер-министром.
Коалиция лейбористов и МММ впоследствии также развалилась. К выборам 2000 года MMM и MSM возобновили свой союз под договорённость, что каждый участник получит равное число депутатских мандатов, а в случае победы они будут поровну делить должности в правительстве и пост премьера тоже разделят: Джагнот как лидер MSM будет занимать его в течение трех лет, после чего уступит его Беранже от MMM, взяв на себя в целом церемониальный пост президента. Блок MSM и MMM под руководством Джагнота и Беранже получил абсолютное большинство в парламенте (51,7 % голосов и 58 депутатов) и пришёл к власти. Обладая большинством в парламенте, в 2002 году Боевое социалистическое движение обеспечила избрание президентом своего бывшего генерального секретаря (1987—1991) и лидера (1996—2000) Карла Оффманна после отказа двух его предшественников подписать спорный антитеррористический законопроект.
Беранже привёл эту коалицию, в состав которой теперь входила PMSD, к поражению на выборах 2005 года, уступив «Социальному альянсу» лейбористов Рамгулама и их союзников (Маврикийская партия Ксавье-Люка Дюваля, Зелёные, Республиканское движение, Маврикийское боевое социалистическое движение).

### Вновь у власти

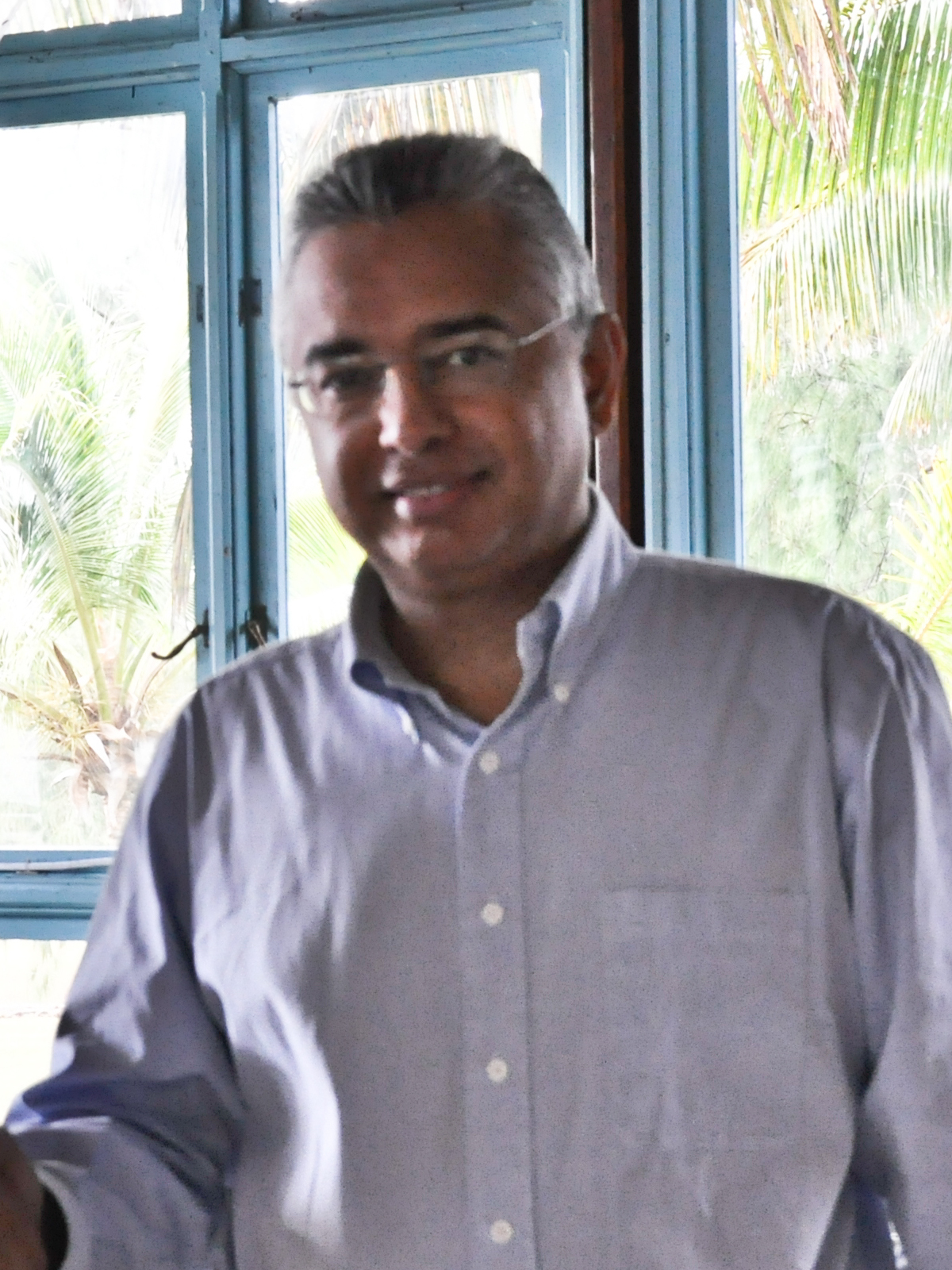
Правинд Джагнот в 2011 году

В 2010 году Боевое социалистическое движение с социал-демократами вступили в возглавляемый лейбористами «Союз за будущее» (Alliance de L’Avenir), победивший на выборах. Рамгулам остался премьер-министром с Правиндом Джагнотом из MSM в качестве своего заместителя.
Впрочем, к 2014 году система партийных альянсов вновь перетасовалась. Боевое социалистическое движение покинуло правительство и перешло в оппозицию к Лейбористской партии, которая теперь объединилась в электоральную коалицию с МММ.
На выборы 2014 года MSM шла в рамках «Альянса народа» (креол. Alliance Lepep), который также включал PMSD и откол от МММ, Движение «Освободитель» (креол. Muvman Liberater). Альянс Lepep получил чуть менее 50 % голосов, но сумел провести 47 из 60 непосредственно избираемых депутатов. 84-летний Анируд Джагнот вновь стал премьер-министром, хотя официальным лидером партии был его сын Правинд. В сформированном правительстве Боевое социалистическое движение занимает 17 из 25 постов.

## Электоральные результаты
| Год  | Число кандидатов | Места в парламенте | Место | Лидер           | Позиция                                      |
| ---- | ---------------- | ------------------ | ----- | --------------- | -------------------------------------------- |
| 1983 | 35 из 60         | 32 из 70           | 1     | Анируд Джагнот  | Премьер-министр                              |
| 1987 | 35 из 60         | 31 из 70           | 1     | Анируд Джагнот  | Премьер-министр                              |
| 1991 | 33 из 60         | 29 из 70           | 1     | Анируд Джагнот  | Премьер-министр                              |
| 1995 | 40 из 60         | 0 из 70            | 6     | Анируд Джагнот  | -                                            |
| 2000 | 30 из 60         | 28 из 70           | 1     | Анируд Джагнот  | Премьер-министр                              |
| 2005 | 30 из 60         | 14 из 70           | 2     | Правинд Джагнот | -                                            |
| 2010 | 18 из 60         | 13 из 70           | 3     | Правинд Джагнот | Вице-премьер                                 |
| 2014 | 39 из 60         | 33 из 69           | 1     | Правинд Джагнот | Министр технологий, коммуникаций и инноваций |